# Nanjing Lu

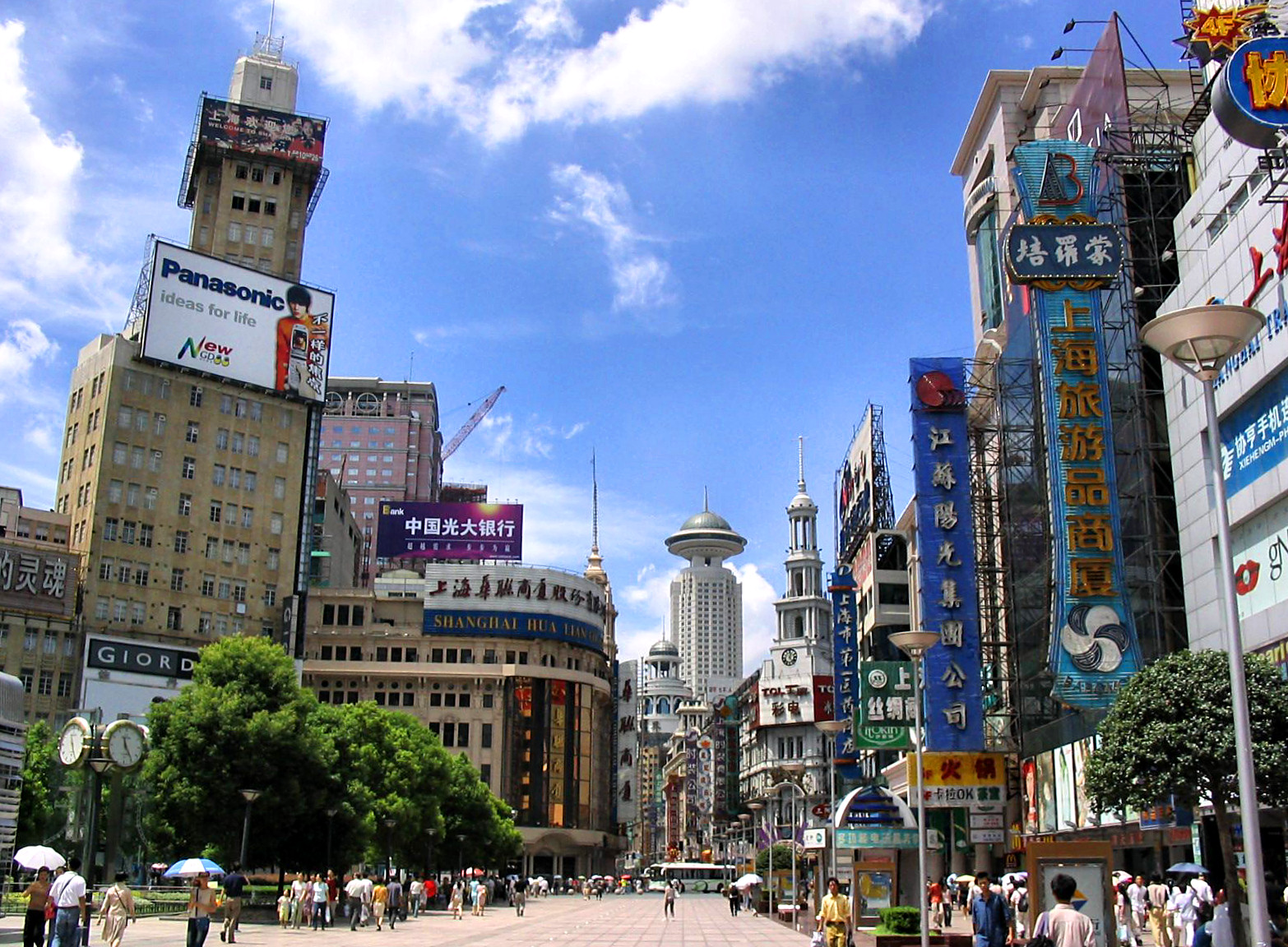

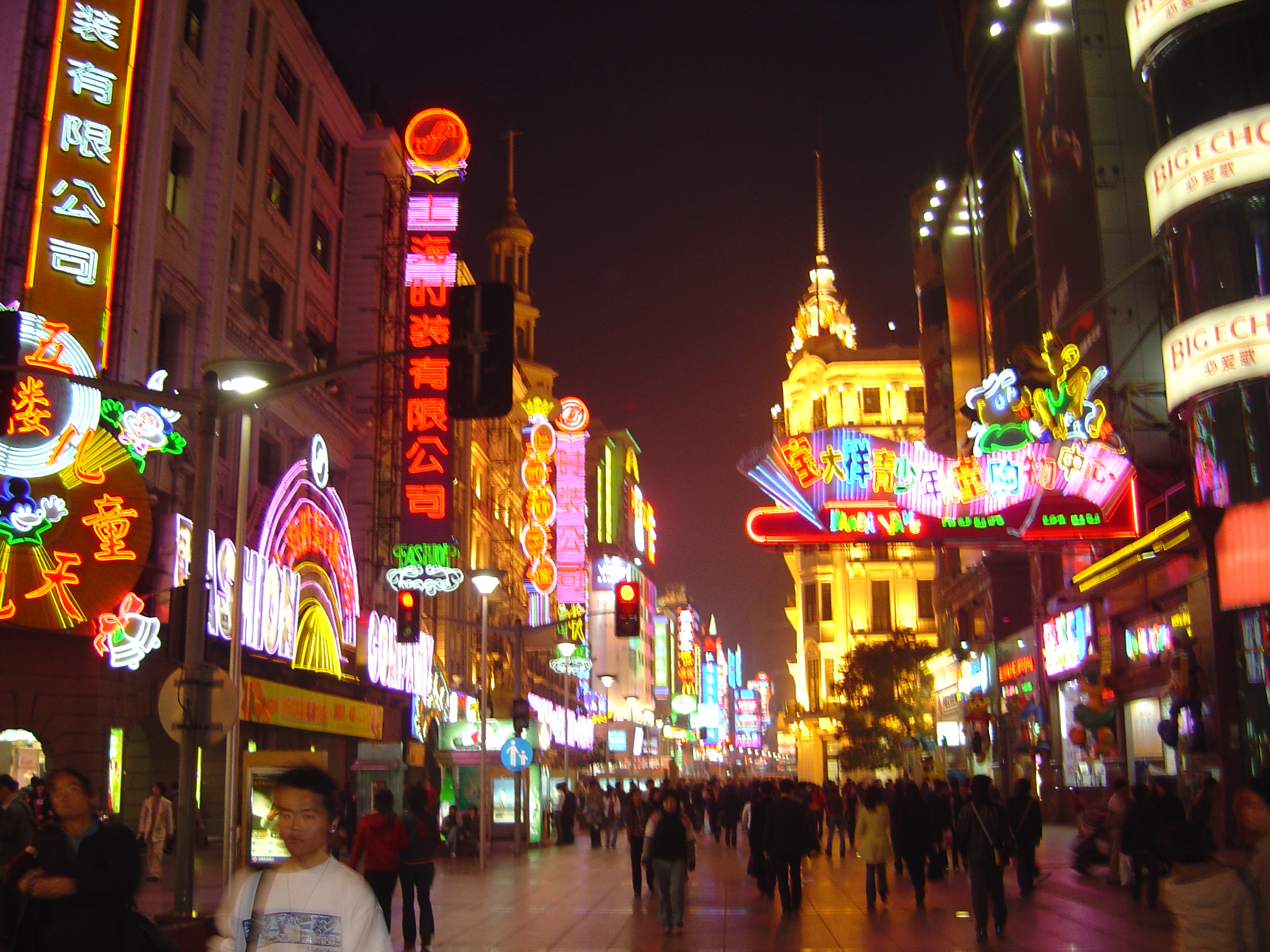

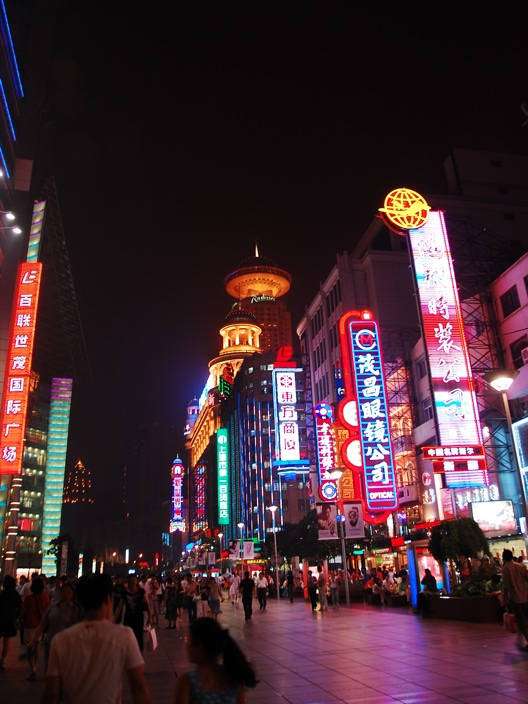

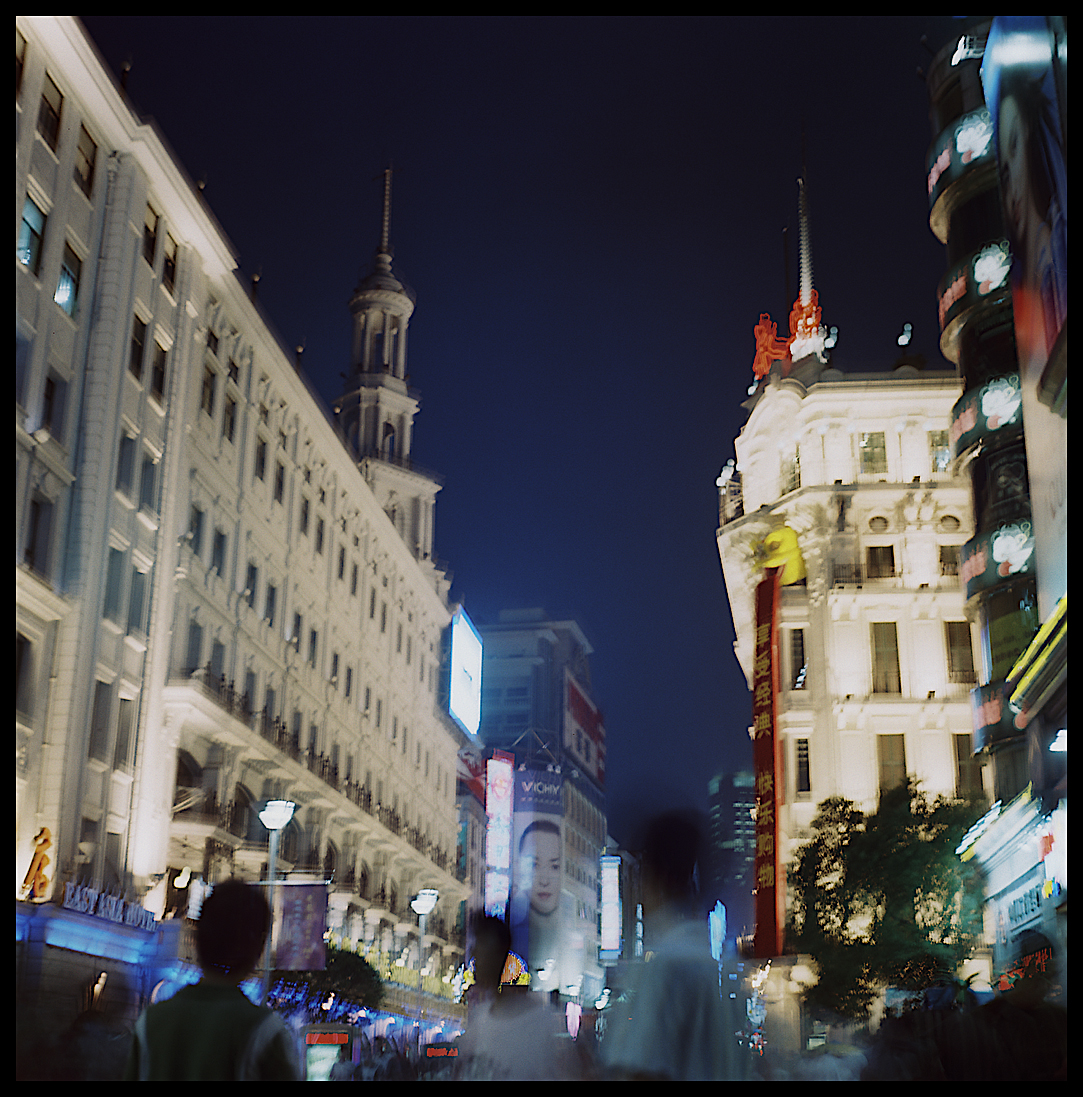

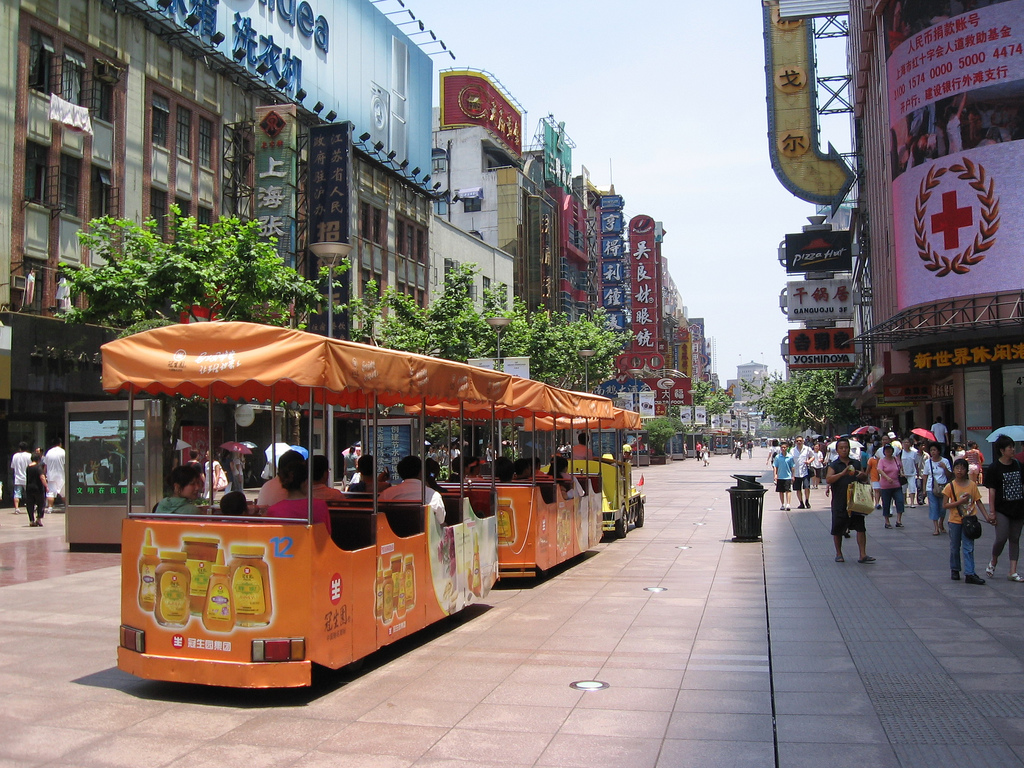

Nanjing Lu (kinesiska: 南京路, pinyin: Nánjīng Lù) är den största och viktigaste shoppinggatan i Shanghai. Östra Nanjing Lu, mellan Folkets torg och ner mot gatan Bund, är gågata. Enbart ett minitåg åker på gatan. En del av gatan kallas Västra Nanjing Lu och är även det shoppinggata även om biltrafik är tillåten på denna del. Gatan är en av världens mest besökta affärsgator.

## Tunnelbana
| Linje | Station                                               |
| ----- | ----------------------------------------------------- |
| 1     | Folkets torg                                          |
| 2     | Folkets torg, Östra Nanjing Road, Västra Nanjing Road |
| 8     | Folkets torg                                          |